# Johan Bojer
Johan Bojer, né le 6 mars 1872 à Orkdal, en Norvège, et le 3 juillet 1959 à Oslo, en Norvège, est un romancier, dramaturge et conteur norvégien, célèbre surtout pour ses romans, dont plusieurs furent traduits en français.
Dans son livre témoignage Le monde d'hier, Stefan Zweig écrit : « J'acquis en la personne du norvégien Johan Bojer un ami considérable »
En 1927, l'homme de lettres français Pierre Georget La Chesnais publia une biographie de ce romancier norvégien, intitulée Johan Bojer.

## Œuvres principales
- Une mère (En Moder, 1894, pièce de théâtre)
- La Puissance du mensonge (Troens magt, 1903, roman)
- Vie (Liv, 1911, roman)
- La Grande Faim (Den store hunger, 1916, roman)
- Le Dernier Viking (Den siste viking, 1921, roman)
- Les Émigrants (Vor egen stamme, 1924, roman)
- La Maison et la mer (traduction française de P.G. La Chesnais, Calmann-Lévy, Paris, 1925)
- Le Nouveau Temple (Det nye tempel, 1927, roman)